# Václav Kadlec
Pour les articles homonymes, voir Kadlec.
Václav Kadlec, né le 20 mai 1992 à Prague en Tchécoslovaquie, est un footballeur tchèque professionnel qui évoluait au poste d'attaquant.

## Biographie

### En club

#### Sparta Prague
Il commence sa carrière professionnelle à l'âge de 16 ans, lors de la saison 2008-2009. Annoncé comme un grand espoir du football tchèque, dans la lignée de Tomáš Rosický, il marque ses premiers buts en championnat au même âge.
En 2010, Kadlec remporte le Championnat de Tchéquie et la Supercoupe de Tchéquie avec l'AC Sparta Prague.
En 5 saisons, Kadlec inscrit un total de 46 buts en 165 matchs.

#### Eintracht Francfort
Logiquement le joueur souhaite se mesurer à un championnat plus relevé et le 18 août 2013, Kadlec est transféré pour 3,5 millions d'euros à l'Eintracht Francfort, où il signe un contrat de 4 ans.
Le 14 septembre 2013, Kadlec inscrit son premier doublé sous les couleurs de l'Eintracht Francfort contre le Werder Brême.
Le 19 septembre 2013, Václav Kadlec inscrit un but contre les Girondins de Bordeaux en Ligue Europa, l'Eintracht Francfort l'emporte 3 buts à 0. Après sa première saison, le joueur inscrit 5 buts en 21 matchs ce qui convainc moyennement ses dirigeants.
La saison suivante, le joueur n'a plus la confiance de son entraîneur qui ne l'utilise que  4 petits matchs (pour 1 but) en presque six mois de Bundesliga, le joueur retourne dans son pays pour bénéficier de plus de temps de jeu.

#### Prêt au Sparta Prague
Le retour dans son ancien club se solde par une réussite puisqu'il inscrit neuf buts en 13 matchs, et termine deuxième du championnat. Il repart en Allemagne à l'issue de ce prêt.

#### Retour en Allemagne et départ vers le Danemark
Malgré un prêt bénéfique, le joueur ne retrouve pas la confiance des dirigeants qui ne lui font pas plus confiance. Làs de la situation, et après 5 matchs de championnat allemand et seulement 58 minutes sur le terrain, le joueur accepte un transfert vers le Champion du Danemark en titre : le FC Midtjylland lors du mercato hivernal. Après six premiers mois moyens (0 but en 6 matchs de championnat), le joueur fait un début de saison 2016/2017 tonitruant en inscrivant 3 buts en 7 matchs ce qui lui permet de retrouver la sélection et d'attirer l'oeil de quelques clubs...

#### Retour au Sparta Prague
Avant la clôture des transferts, le joueur est transféré au Sparta Prague pour 2,7 millions d'euros s'agissant du transfert le plus cher de l'histoire du championnat tchèque.
Dans sa ville natale, le joueur ne peine à briller sur le plan individuel mais d'un point de vue collectif le titre échappe encore au club en 2017 et 2018.

### Fin de carrière
Le 20 février 2020, le joueur annonce qu'il met un terme à sa carrière de joueur, à  seulement 27 ans, et explique que l’état de son genou ne lui permet plus de jouer au haut niveau. « L’heure est venue de dire adieu au football professionnel. Malheureusement, une nouvelle opération, et j’espère bien la dernière, m’attend ce vendredi. »

### En équipe nationale
Le 12 octobre 2010, il joue son premier match avec l'équipe nationale, match durant lequel il inscrit également son premier but, devenant ainsi le plus jeune buteur de l'histoire de l'équipe de Tchéquie.

## Palmarès
- AC Sparta Prague
  - Championnat de Tchéquie :
    - Vainqueur en 2010, 2014.

  - Supercoupe de Tchéquie :
    - Vainqueur en 2010.